# Golden Gate Bridge, Highway and Transportation District
Pour les articles homonymes, voir Golden Gate (homonymie).
Le Golden Gate Bridge, Highway and Transportation District ou plus simplement Golden Gate Transit est l'autorité de transport en commun chargée de la baie de San Francisco. Il s'agit d'une entreprise publique qui a à ce titre le droit d'organiser la gestion du pont, d'emprunter de l'argent, d'émettre des obligations, et de mettre en place des péages. Investi par la législature de l'État de Californie le 25 mai 1923,  le Golden Gate Transit est notamment responsable du pont du Golden Gate qui assure la liaison entre la ville de San Francisco et le comté de Marin.